# Reichskommissariat Kaukasien
Das Reichskommissariat Kaukasien war ein geplantes Reichskommissariat des Großdeutschen Reiches, das nach dem angestrebten deutschen Sieg im Krieg gegen die Sowjetunion eingerichtet werden sollte. Für das zwischen Schwarzem Meer, Kaspischem Meer und Kaukasus gelegene Gebiet mit einer Fläche von rund 500.000 km² und einer Bevölkerung von rund 18 Millionen war Tiflis als Verwaltungssitz vorgesehen. Entsprechend dem Konzept Alfred Rosenbergs, der „Dekomposition“ Russlands, sollte eine Förderung einer gewissen Eigenständigkeit der Völkervielfalt dieses Raumes durchgeführt werden. Dabei wollte man sowohl Kosaken, als auch christliche und moslemische Völker des Kaukasus instrumentalisieren, obwohl diese als „rassefremd“ und somit nicht als gleichrangige Bündnispartner angesehen wurden. Diese ethnischen Gruppen galten als besonders kollaborationswillig, weil sie stark unter dem bolschewistischen Regime gelitten hatten. Als Reichskommissar war der „krude Parteijournalist“ Arno Schickedanz vorgesehen.

## Geplante territoriale Gliederung
Das Reichskommissariat sollte in sieben Generalkommissariate mit mehreren Sonderkommissariaten unterteilt werden.

### Generalkommissariat Georgien
Sitz: Tiflis
20 Kreiskommissariate (75 Rayons)
dazu:
- Sonderkommissariat Adscharien
- Sonderkommissariat Abchasien
- Sonderkommissariat Südossetien

### Generalkommissariat Aserbaidschan
Sitz: Baku
30 Kreiskommissariate (87 Rayons) inklusive Bergkarabach
- Sonderkommissariat Nachitschewan

### Generalkommissariat Kuban
Sitz: Krasnodar
30 Kreiskommissariate (83 Rayons) inklusive südwestl. Teil des Gebietes Rostow

### Generalkommissariat Terek
Sitz: Woroschilowgrad (Stawropol)
20 Kreiskommissariate (60 Rayons)

### Generalkommissariat für die Gebiete der Bergvölker (Berg-Kaukasien)
Sitz: Ordschonikidse (Wladikawkas)
30 Kreiskommissariate (93 Rayons) inklusive Gebiet Kisljar
- Sonderkommissariat Nordossetien – Sitz: Ordschonikidse – 3 Kreiskommissariate (10 Rayons)
- Sonderkommissariat Dagestan – Sitz: Machatschkala – 10 Kreiskommissariate (32 Rayons)
- Sonderkommissariat Tschetscheno-Inguschetien – Sitz: Grosny
- Sonderkommissariat Kabardino-Balkarien – 5 Kreiskommissariate (15 Rayons)
- Sonderkommissariat Karatschai – 2 Kreiskommissariate (6 Rayons)
- Sonderkommissariat Tscherkessien – 1 Kreiskommissariat (4 Rayons)
- Sonderkommissariat Adyge

### Generalkommissariat Armenien
Sitz: Jerewan
12 Kreiskommissariate (42 Rayons)

### Generalkommissariat Kalmückien
Sitz: Astrachan
inklusive ASSR Kalmückien, Gebiet Astrachan und südöstlichen Teil des Gebietes Rostow